# فربيون نمساوي
فربيون نمساوي (الاسم العلمي: Euphorbia austriaca) هو نوع نباتي يتبع جنس الفربيون من الفصيلة اللبنية.